# Alain Gendreau
Alain Gendreau est un acteur canadien.

## Biographie
De 1978 à 1983, il commence à jouer au théâtre avant de se tourner par la suite vers le cinéma et la télévision.

## Filmographie

### Cinéma
- 1976 : Le Gars des vues
- 1989 : Les Matins infidèles : le préposé au stationnement
- 1990 : Simon les nuages : M. Sous
- 1990 : Une histoire inventée : policier
- 1991 : L'assassin jouait du trombone : Louis Légaré
- 1993 : Matusalem : policier Ledoux
- 1996 : Les Feluettes : Prison Ensemble
- 1996 : Karmina : valet de Vlad
- 1997 : Matusalem 2 : caporal Ledoux
- 1998 : Barney's Great Adventure : Maitre D'
- 2001 : La Femme qui boit : pompier
- 2003 : Ma voisine danse le ska : Marcel
- 2004 : Elles étaient cinq : policier
- 2007 : Steak : le militaire
- 2011 : Voyez comme ils dansent : le chauffeur de camion grutier
- 2013 : Gabrielle : le conducteur de taxi
- 2022 : Norbourg de Maxime Giroux : haut gradé

### Télévision
- 1986 : Lance et compte : Bébert (2 épisodes)
- 1988 : Miléna Nova Tremblay : Claude (1988)
- 1989 : Lance et compte 3 : Bébert (3 épisodes)
- 1990 : Desjardins : client no 2
- 1992 : Scoop : infirmier (1 épisode)
- 1995 : 10-07 : L'Affaire Zeus : directeur d'Orcan
- 1996 : Omertà : Robert Viens (1 épisode)
- 2000 : Willie : cadre TV 1966 (1 épisode)
- 2005 : Le cœur a ses raisons : Baby Peters (1 épisode)
- 2005 : 3X Rien : Ocle mariage (1 épisode)
- 2010 : Trauma : homme d'entretien (1 épisode)
- 2011 : Un tueur si proche : Guy Lacasse (1 épisode)